# Andolsheim
Andolsheim es una comuna francesa, situada en el departamento de Alto Rin, en la región de Alsacia.

## Demografía
| 751 | 871 | 1088 | 1262 | 1565 | 1985 |
| Para los censos de 1962 a 1999 la población legal corresponde a la población sin duplicidades (Fuente: INSEE [Consultar]) |     |      |      |      |      |